# Повітряні сили
Пові́тряні си́ли, військо́во-пові́тряні сили (ПС, ВПС) — вид збройних сил держави, призначений для самостійних дій у повітряному бойовому просторі при вирішенні оперативно-стратегічних завдань і для спільних дій з іншими видами збройних сил.
За своїми бойовими можливостями, сучасні ПС здатні уражати авіаційні, ракетні, сухопутні і морські угруповання противника, руйнувати важливі військові об'єкти в його тилу, підтримувати операції сухопутних військ і військово-морських сил, вести повітряну розвідку в інтересах усіх видів збройних сил, здійснювати транспортування великих повітряних десантів з матеріальною частиною, забезпечувати маневр військ і доставляти їм матеріальні засоби повітрям.

## Основні властивості ПС як виду збройних сил
- висока маневреність;
- великий просторовий розмах дій;
- здатність швидко переносити зусилля з одних напрямків чи об'єктів на інші;
- здатність впливати на глибокий тил противника;
- здатність завдавати раптові удари з повітря для ураження великих і невеликих, стаціонарних і рухливих об'єктів.

## Види сил авіації у ПС
Більшість країн світу мають такі види авіації ПС (чи окремі з них)
- далека (стратегічна);
- фронтова (штурмова і бомбардувальна);
- військово-транспортна;
- санітарна (рятувальна).

Окремі країни мають повітряно-космічні сили.

## ПС світу
| Країна          | Повітряні сили                                     | Рондель |
| --------------- | -------------------------------------------------- | ------- |
| Австралія       | Королівські повітряні сили Австралії               |         |
| Велика Британія | Королівські повітряні сили Сполученого Королівства |         |
| Греція          | Повітряні сили Греції                              |         |
| Канада          | Королівські повітряні сили Канади                  |         |
| КНР             | Народно-визвольні повітряні сили Китаю             |         |
| Молдова         | Повітряні сили Молдови                             |         |
| Польща          | Повітряні сили Польщі                              |         |
| Португалія      | Повітряні сили Португалії                          |         |
| Росія           | Військово-повітряні сили Російської Федерації      |         |
| США             | Повітряні сили США                                 |         |
| Угорщина        | Повітряні сили Угорщини                            |         |
| Україна         | Повітряні сили України                             |         |
| Фінляндія       | Повітряні сили Фінляндії                           |         |
| Франція         | Повітряні сили Франції                             |         |
| Японія          | Повітряні сили самооборони Японії                  |         |